# 二川村 (岡山県)
二川村（ふたかわそん）は、岡山県真庭郡に位置した村である。湯原町との合併を経て、現在は真庭市となっている。真庭市の中でも北西部にある中山間地域である。

## 沿革
1889年（明治22年）6月1日に町村制施行の折、種村・粟谷村・藤森村・黒杭村・小童谷村の5村が合併して二川村となった。村名は粟谷川と藤森川が合流している地形より「二川」になったと言われている。当時二川村の人口は1740人、戸数は370戸。初代村長には前小童谷村戸長の池田三千造が選ばれている。

## 歴史

### 二川以前
出雲街道が近いため、古くから出雲伯耆地方と交流があったとされる。砂鉄の産出量が多く、地名や屋号にその名残がある。銅の産出もあった。種村・粟谷村・藤森村・黒杭村・小童谷村の5村にあたる地域は、もとは備前国、後に美作国真島郡建部郷に属していた。戦国時代になると高田城主三浦貞久の支配下で、種村は建明庄、あとの4村は絵加新庄に属した。三浦貞久の後、毛利領になり藤森村の飯山城で尼子勢と戦っている。戦乱をくり返したが、豊臣秀吉による天下統一の後は宇喜多氏が美作を治めた。
1847年（弘化4年）小童谷村の日尾山が勝山藩直営の鉄山になり、廃山となるまで小童谷村の経済を助けている。明治維新の頃は、種村から桑瀬分、粟谷村から大杉分がそれぞれ一村を成していた。ただ、1872年（明治5年）に桑瀬分は種村へ、大杉分は粟谷村へそれぞれ統合されている。
葉煙草の産出が多かったため、1881年（明治14年）民間経営による煙草製造会社を設立している。ただし専売法の施行により1898年（明治31年）解散。

### 二川以降
1889年、町村制施行により二川村となる。明治末期より大正にかけて農業に加えて、養蚕業と絹糸工業も盛んであった。二川村最初の株式会社も製糸工場であり、女子工員50名が勤めた。1954年（昭和29年）ジャージー牛の種牛が30頭、村に導入され酪農が奨励されている。
1956年（昭和31年）9月30日、湯原町と合併。もともと湯原町・二川村・中和村の3ヶ村合併協議会により3地域の合併予定だったが、中和村は八束村との合併の機運が出たため、段階的にまずは湯原町・二川村の2地域による合併協議が進んだ。ちなみに中和村はその後も湯原町とは合併していない。さらに2005年（平成17年）3月「平成の大合併」により、久世町・勝山町・落合町・北房町・美甘村・湯原町・中和村・八束村・川上村の9つの町村が合併。現在の真庭市となった。

## 湯原ダム計画
1954年、湯原ダム建設に伴い、二川村の一部は水没している。ダム建設の計画がはじめに出されたのは1919年（大正8年）備作電気株式会社によるものだった。しかし当時はまだ電力の需要がほとんどなくまた資金も多額になるため、実現はしなかった。1951年（昭和26年）湯原ダムの建設計画が本格的に動きはじめる。県営も視野にあったが資金的に難しく、民間の中国電力株式会社の事業となった。1954年に湯原ダムが完成。ただ二川村大字小童谷の田和・釜戸原・湯川・小童谷・日名田・神原、大字黒杭の内・土居分・黒杭の一部が水没。それにより各地域にあった維新小学校・二川巡査駐在所・二川郵便局・黒杭診療所・二川第一農業協同組合・小童谷公民館・田和うらじろ樫などの施設等が水没した。

## 教育
1875年（明治8年）種村字立石に精錬小学校が開校する。修業年限4年の小学校で、命名は池田稲夫。当時、真島郡内で最も早い創立のひとつだった。1877年（明治10年）には黒杭村土居分に維新小学校が開校する。下記、二川村内教育機関の年表である。
- 1890年（明治23年）-小学校令公布、教育勅語発布の頃、精錬小学校は精錬校二川尋常小学校になる。維新小学校はその支校となる[2]。
- 1893年（明治26年）-精錬校二川尋常小学校の校地が移転する[2]。
- 1905年（明治38年）-精錬校・維新校ともに補習学校を併設する。
- 1906年（明治39年）-精錬校4年制高等科の開設に伴い、校舎を増築し、精錬高等小学校と改称。併設した補習学校を廃した。また維新校は2年制高等科を開設。同じく補習学校を廃して維新高等小学校に改称した。校舎の増築も行い、図書館「維新文庫」を設置した[2]。
- 1908年（明治41年）-図書館の設置もあり、「小学校図書館」講を組織。また学制の改正により、精錬校は尋常科6年、高等科2年、計8年の尋常高等小学校になる。一方の維新校は高等科を廃して、尋常小学校となる。
- 1916年（大正5年）-教員住宅が完成する。
- 1917年（大正6年）-精錬校・維新校ともに実業補習学校を付属開設する。
- 1921年（大正10年）-精錬校・維新校両方の補習学校を統合。二川実業補習学校と呼び、場所は精錬校内に設置した。
- 1923年（大正12年）-精錬校の運動場を拡張する。
- 1924年（大正13年）-精錬校の校舎を増築する。
- 1928年（昭和3年）-二川実業補習校に「青年訓練所」を併設[2]。
- 1930年（昭和5年）-精錬校の校舎を新築する。
- 1935年（昭和10年）-青年学校令公布により、二川実業補習校と青年訓練所を合わせて「二川村青年学校」に改称する[2]。
- 1938年（昭和13年）-維新校の講堂を新築する。ちなみにこの年、軍用候補馬の鍛錬を維新校の校庭で行ったと記録が残っている[1]。
- 1939年（昭和14年）-精錬校の講堂が新築され、校舎の改築も行われる。
- 1941年（昭和16年）-国民学校令公布に伴い、精錬国民学校・維新国民学校に改称。それぞれ初等科・高等科を設置する[2]。その3年後には高等科の生徒が動員出動している[1]。
- 1947年（昭和22年）-岡山県立真庭郡二川村立精錬小学校・維新小学校に改称。また4年生までが通える杉鳴分校が開校する[2]。また学制改革により、二川村立二川中学校が開校。生徒数は120名。はじめは精錬小学校の校舎の一部を使用していた。
- 1951年（昭和26年）-粟谷地区に二川中学校の新校舎が建てられる。
- 1954年（昭和29年）-湯原ダム建設により維新小学校が水没。精錬小学校と統合され、二川村立二川小学校になる。
- 1956年（昭和31年）-湯原町と二川村の合併により、湯原町立二川小学校になる。
- 1961年（昭和36年）-学童保護会が発足。冬期の遠距離学童用寄宿舎の開設、貧困家庭の学童には教科書・文具・食料の支給などを行った。近隣の他町村よりも早い発足だったため、視察が多く訪れた[1]。
- 1991年（平成4年）-二川中学校が、湯原中学校に統合される。その後、二川中学校の建物は「二川こうふく村」として地域のコミュニティスペースになっている。
- 2005年（平成17年）-真庭市の発足により、真庭市立二川小学校になる。
- 2019年（平成31年）-湯原小学校との統合に伴い、真庭市立二川小学校が閉校する。

## 観光・文化

### 主な名所・旧跡
- 熊野神社（粟谷）-1657年以前の創建とされ、1666年（寛文6年）再建と記録されている[3]。
- 芦雄神社（粟谷）-足の病を治してくれるという信仰があり、年間数千人が訪れたとされる。ただ第二次世界大戦以降、その信仰は途絶えている[1]。
- 黒杭神社（黒杭）-ダム建設による水没がすぐ近くまで迫るも、水没を免れた[3]。
- 田根神社（種）-かつては「波上神社」と呼ばれていた。田根神社で行われる警護行列は1858年（安政5年）頃に始まったとされる[3]。
- 建部神社（藤森）-1911年（明治44年）小童谷村にあった佐山神社が合祀されている。
- 大林寺（黒杭）-1582年に禅師辰学和尚を迎えて曹洞宗大林寺を創建[3]。1854年（嘉永7年）と1855年（安政2年）に大火災に見舞われ、当時の寺院は焼失している。境内には山中一揆の犠牲者の大供養塔と供養のための大石地蔵の立像がある[1]。
- 飯山城跡（黒杭）-城主は毛利軍の武将杉原盛重だったが、宇喜多氏に敗れる。

### 祭事
- 建部神社秋の大祭[3]
- 田根神社秋の大祭[3]
- 熊野神社秋の大祭[3]

### 特産品
土居分小菜-ダム建設により水没した黒杭村の土居分でつくられていた地小菜の一種。優良株を選定しながら改良を重ねて、土居分小菜とした。中でも大字黒杭字西ヶ市のものが良質だったとされるが、二川内の他地域でもつくられている。秋の収穫まで十数回の追肥をしながら、75センチぐらいまで伸ばす。食べ方は漬物が多い。
その他、あきたこまち、ひめのもち等の稲作栽培をはじめ、牧草加工、ハウストマト栽培、リンゴ栽培、クリスマスローズ等の花栽培が盛んである。

### 文化
江戸末期の正月15日には「墨つけ」が行われていた。女が男を雪の中までも追いかけ、逃げる男に墨をつけていくことを一日中行っていた。同じく江戸末期、肉食は山鳥と兎のみで、たぬきは本宅ではなく納屋なら食べることができた。病気の治療は祈祷が主体で、種村・粟谷村・藤森村・黒杭村・小童谷村のどの村にも法印さんと呼ばれる祈祷師がいた。いずれも現存はしていない。
小童谷村にあった日向鎮座の淡島様は、日向の淡島様と呼ばれ、婦人病一切の守護神とされていた。婦人科のなかった時代には他町村から広く信仰を集めていたが、婦人科の出現と第二次世界大戦の敗戦、ダム建設で下火になり、建部神社に合祀された。

### 著名人
- 狩野如石（画家）-1826年-1897年。種村出身。紺屋を稼業とする傍ら、画家としても活動を行い、多くの作品を残した。主な作品に田根神社所蔵の源平合戦錣曳きの図、漢人猛禽格闘の図などがある[1]。
- 本名清延（学者）-種村出身。江戸時代の学者で、儒学仏道の学を兼ね、八巻の稚子遺教抄を記す。碧江亭覧柳と号し、俳諧や和歌も残している[1]。
- 宍戸定十郎（教育者）-1866年-1920年。小童谷村出身。1885年（明治18年）精錬小学校の訓導になり、1900年（明治33年）には訓導兼校長に就任する。1918年（大正7年）まで務め、二川の中江藤樹と呼ばれた[1]。文部大臣より教育功労者を受け、頌徳碑が建てられている[1]。
- 徳山仙太郎（教育者）-1870年-1923年。1898年（明治31年）より1918年まで、訓導兼校長として、維新小学校に勤務。宍戸定十郎亡き後、1919年まで精錬小学校で訓導兼校長を務めた。二川村教育の恩人として、石碑が建てられている[1]。

## 自治会・その他団体
- 種自治区-立石自治会・柳谷自治会・大谷自治会・中組上自治会・中組下自治会・三倉自治会・野田自治会・桑瀬自治会・ノシアス団地
- 粟谷自治区-向立石自治会・明自治会・小茅自治会・高下自治会・河面大杉自治会・杉成自治会
- 藤森自治区-山田自治会・藤森上自治会・藤森中自治会・藤森下自治会・中山自治会
- 黒杭自治区-黒杭自治会・深谷自治会
- 二川地区連合協議会
- 二川ふれあい地域づくり委員会